# Eric Ekengren
Karl Eric Alfred Ekengren, född 6 juli 1868 i Hedvig Eleonora församling i Stockholm, död 25 november 1955 i Lavagna i Italien, var en svensk ingenjör och konstnär.
Han var son till stadsmäklaren Wilhelm Alfred Ferdinand Ekengren och Augusta Josefina Bernhardina född Backert samt bror till diplomaten August Ekengren. 
Ekengren utbildade sig vid Tekniska Högskolan i Stockholm och arbetade några år i början av 1900-talet som ingenjör i London innan han helt ägnade sig åt konstnärskapet, först i England och från början av 1920-talet i Italien. Han medverkade i utställningar med Sveriges allmänna konstförening på Liljevalchs konsthall och utställningarna Svenska akvareller på Konstakademien. Separat ställde han ut i Stockholm ett antal gånger, i London, samt i Rom 1942. Hans konst består av landskap med kustmotiv från England och södra Frankrike i olja eller akvarell.